# 酒人内親王
酒人内親王（さかひとないしんのう）は、光仁天皇の皇女。母は皇后・井上内親王。伊勢斎王、のち桓武天皇妃。

## 略伝
宝亀元年（770年）、父・白壁王（光仁天皇）が即位したため、11月6日に三品に叙せられる。宝亀3年（772年）3月2日には母の井上内親王が光仁天皇を呪詛したとして皇后を廃され、5月27日には連座して弟の他戸親王も皇太子を廃されてしまうが、この一連の事件の最中である11月13日、突如19歳で伊勢の斎王に卜定、潔斎のためしばらく籠もる宮として春日斎宮に住まうことになる。宝亀5年（774年）9月3日、潔斎を終えて伊勢へ下向し、翌宝亀6年（775年）4月27日、井上内親王と他戸親王の幽閉先での急逝により退下した。
帰京後に自分の母と弟の幽閉と死によって皇太子の座についた異母兄・山部親王（後の桓武天皇）の妃（ひ）となった。これには聖武天皇の血筋との結びつきを求める光仁天皇や桓武天皇の願望が含められていたとされる。なお、信憑性にはやや欠けるものの、『水鏡』に光仁天皇が酒人内親王の立太子を検討していたとの記述があり、事実であれば桓武天皇やその周辺にとっては警戒すべき存在でもあったことになる。宝亀10年（779年）に朝原内親王を産むが、この朝原内親王ものちに斎王に卜定されたため、祖母・母・娘と3代にわたり斎王を務めたことになる。朝原内親王が弘仁8年（817年）に薨去すると、母として一人娘の死去をたいへんに悲しんだようで、晩年の弘仁14年（823年）1月20日、空海に代作させた遺言状にもその悲しみを表している。この遺言状で、内親王は養子にした式部卿、大蔵卿、安勅内親王の3親王に、葬儀は火葬ではなく土葬とすること、ともに埋葬する品々はわずかな物でよいこと、所領地は全て3人と僧の仁主に分け与えること、その他の物は長年仕えてくれた家司と侍女たちに分け与えること、と述べ、天長6年8月20日、76歳で薨じた。彼女の死によって聖武天皇の系統に繋がる皇族は完全にいなくなった。実に8代の天皇の治世にわたるその生涯は、政争に翻弄された波乱のものであったといえる。

## 人物
『日本後紀』逸文天長6年8月丁卯（20日）条（『東大寺要録』巻10所引）の薨伝によると、
と伝えられている。また『一代要記』には「天皇に最も寵愛された」と記されている。
上記薨伝の「婬行（あるいは媱行）」の部分については、これを「婬行」として「性的にしまりがなかった女性」と解するのが通説であるが、『東大寺要録』の板本や刊本には「媱行」と作るものも多く、「媱」の字は「肩を曲げて歩くさま」、そこから転じて「見目良い」「美しく舞う」「戯れる」といった意味もある。むしろ浪費が激しく、豪華絢爛な交友や、万燈会などの華やかな催しを好んだ女性であったのであろう。

## 系譜
- 父：光仁天皇
- 母：井上内親王
- 弟：他戸親王
- 夫：桓武天皇
  - 子女：朝原内親王